# Phygadeuon capitalis
Phygadeuon capitalis är en stekelart som beskrevs av Léon Abel Provancher 1886. Phygadeuon capitalis ingår i släktet Phygadeuon och familjen brokparasitsteklar. Inga underarter finns listade i Catalogue of Life.